# Chewing-gum et Spaghetti
Chewing-gum et Spaghetti est un roman policier humoristique de Charles Exbrayat paru en 1959. 
C'est le premier roman de la série policière ayant pour héros Roméo Tarchinini, un petit enquêteur bedonnant, volubile, fin gastronome, « vaniteux, naïf et roublard » de la police de Vérone.

## Résumé
L'enquêteur de Boston Cyrus A. William Leacok, expert en droit criminel, passe par Vérone pendant un tour d'Europe effectué afin de comparer les techniques d'investigations européennes. C'est l'occasion d'une rencontre entre deux cultures opposées, celle de l'Américain méthodique, méprisant et coincé à celle de l'Italien jovial, exubérant et terriblement brouillon qui ne jure que par l'amour qu'il voue à son épouse Giulietta, une ancienne reine de beauté devenue l'archétype de la mamma italienne. 
Quand est découvert le cadavre d’un représentant de commerce, Leacok, qui entend boucler l'affaire en concluant au suicide, voit à sa grande surprise le commissaire Tarchinini estimer qu'il s'agit d'un meurtre, car, affirme-t-il, personne n’est assez stupide pour se suicider quand il a la chance de vivre à Vérone, la plus belle ville du monde. Dès lors la rivalité monte d'un cran entre les deux hommes. 
Pendant l'enquête, menée à un rythme tout italien, Leacok goûte à toutes les saveurs de la gastronomie de la Péninsule et est contraint de troquer son coca-cola contre de la grappa. Ainsi, l’Américain tombe sous les charmes conjugués de la vie à l’italienne et d'une belle Italienne. Pendant ce temps, Tarchinini, « malgré ses défauts et quelques travers ridicules [réussit] à tirer son épingle du jeu ».

## Éditions
- Librairie des Champs-Élysées, coll. « Le Masque », no 665, 1959 (BNF 33001184) ;
- Librairie des Champs-Élysées, coll. « Club des Masques » no 12, 1976  (ISBN 2-7024-0111-2) ;
- LGF, coll. « Le Livre de poche policier » no 5032, 1977  (ISBN 2-253-01803-1) ;
- Librairie des Champs-Élysées, coll. « Le Masque », no 665, 1986  (ISBN 2-7024-0687-4), réimpression 2006  (ISBN 978-2-7024-3280-8) ;
- Dans le volume omnibus Les Tarchinini, Librairie des Champs-Élysées, coll. « Les intégrales du Masque. Exbrayat » no 2, 1991  (ISBN 2-7024-2181-4)

## Sources
- Jacques Baudou et Jean-Jacques Schleret, Le Vrai Visage du Masque, vol. 1, Paris, Futuropolis, 1984, 476 p. (OCLC 311506692), p. 181